# Yamandú Marichal
Yamandú Marichal (Montevideo, Uruguay, 21 de agosto de 1935) es un escritor, crítico y periodista uruguayo.
Es uno de los creadores del Premio Florencio otorgado a personalidades del espectáculo.
Crítico especializado en cine y teatro. Miembro de la Asociación de Críticos de Teatro del Uruguay (ACTU). Entrevisto a personalidades como: Jorge Luis Borges, Vivien Leigh y Vittorio Gassman entre otros.
Fue reconocido por su trayectoria por el Centro Cultural de España en Montevideo y por ACTU que le otorgó el premio Florencio que el mismo ideó.